# 삼풍건설산업
삼풍건설산업(三豊建設産業, Sampoong Engineering & Construction)은 1963년 이준에 의해 설립된 건설업체였다.
1989년에는 서초동에 삼풍백화점을 건설하여 삼풍백화점 운영도 겸하였다. 하지만 1995년 6월 29일에 발생한 삼풍백화점 붕괴 사건으로 인해 회장 이준과 사장 이한상 등이 구속되면서 결국 청산되었다.

## 연혁
- 1963년: 동경산업(주) 설립
- 1967년: 삼풍건설산업(주)으로 사명 변경
- 1973년: 대구 두산동에 삼풍아파트 완공
- 1975년: 해외건설업 면허 취득
- 1983년: 해외건설업 면허 반납
- 1985년: 계우개발(주) 설립
- 1989년: 삼풍백화점 개점
- 1992년: 숭의학원 인수
- 1995년: 삼풍백화점 참사
- 1997년: 폐업

## 자회사
- 계우개발(주)
- 학교법인 숭의학원